# Garibaldifisk
Garibaldifisken (Hypsypops rubicundus) är en fiskart som först beskrevs av Girard, 1854.  Garibaldi ingår i släktet Hypsypops, och familjen frökenfiskar, Pomacentridae. IUCN kategoriserar arten globalt som livskraftig. Inga underarter finns listade.
Den återfinns längs Kaliforniens kust. Garibaldifisken blir upptill 30 cm lång och lever och kan leva på ett djup ner till 35 meter.
Garibaldifisken är delstaten Kaliforniens "Statens havsfisk".